# Hymenocystis fragilis
Hymenocystis fragilis là một loài dương xỉ trong họ Woodsiaceae. Loài này được Askerov mô tả khoa học đầu tiên năm 1986.
Danh pháp khoa học của loài này chưa được làm sáng tỏ. 